# Exekuční soud
Exekuční soud je soud, který nařídí exekuci a pověří určitého soudního exekutora jejím provedením.

## Příslušnost
Věcně příslušným exekučním soudem je vždy okresní soud. Místně příslušným je ten soud, v jehož obvodu má povinný místo trvalého pobytu či sídlo. Pokud místo trvalého pobytu nebo sídlo na území České republiky nemá, pak ten soud, v jehož obvodu má exekučně postižitelný majetek. Chybí-li tyto podmínky pro určení místní příslušnosti zcela, nebo je nelze zjistit, rozhodne o příslušném exekučním soudu Nejvyšší soud.

## Rozhodování
Exekuční soud po nařízení exekuce a pověření soudního exekutora jejím provedením rozhoduje již jen o:
- námitce podjatosti soudního exekutora,[4]
- spojení věcí, které jsou vedeny více soudními exekutory,[5]
- změně soudního exekutora,[6]
- odkladu exekuce, pokud návrhu nevyhověl soudní exekutor,[7]
- zastavení exekuce, pokud návrhu nevyhověl soudní exekutor,[8]
- žalobě na vyloučení věci, pokud soudní exekutor nevyhověl návrhu na vyškrtnutí věci ze soupisu[9] a
- námitkách proti příkazu k úhradě nákladů exekuce.[10]

O odvoláních proti rozhodnutím soudního exekutora nerozhoduje exekuční soud, ale krajský soud, v jehož obvodu exekuční soud působí. Výjimkou jsou rozhodnutí o návrhu na vyškrtnutí věci ze soupisu, exekuční příkazy a usnesením o jejich změně či zrušení, proti kterým nelze použít žádný opravný prostředek.